# Antonellus Elsässer
Antonellus A. Elsässer OFM (* 25. September 1930 in Kirchhausen; † 18. Juli 2014 in Dietfurt an der Altmühll) war ein deutscher römisch-katholischer Theologe.

## Leben
Elsässer trat 1950 der Bayerischen Ordensprovinz des Franziskanerordens bei. Nach seinem Studium der Philosophie und Theologie empfing er 1956 in München die Priesterweihe. Er war Präfekt am Seminar in Bamberg und Kaplan in München. Nach einem Doktoratsstudium wurde er 1967 in München mit einer Arbeit über die Sittenlehre des Bonaventura zum Dr. theol. promoviert. Anschließend lehrte er an der Philosophisch-Theologischen Hochschule der Bayerischen Franziskanerprovinz in München. 1969 erhielt er einen Ruf auf den Lehrstuhl für Moraltheologie an die Philosophisch-Theologische Hochschule und spätere Katholische Universität Eichstätt. Von 1987 bis 1989 war er Dekan der Theologischen Fakultät. 1998 wurde er emeritiert.
Parallel war er als Seelsorger in Pfalzpaint bei Walting (1972–1982) und Pfarradministrator in Preith (1982–2010) tätig. Als Ruheständler lebte er seit 2010 in Neumarkt und war in der Seelsorge der Pfarrei Zu Unserer Lieben Frau engagiert.

## Ehrungen
- 2006 – Ehrenbürger von Pollenfeld[3]

## Schriften
- Christus der Lehrer des Sittlichen. Die christologischen Grundlagen für die Erkenntnis des Sittlichen nach der Lehre Bonaventuras, Schöningh 1968
- Die persönliche Intimsphäre: Gefährdung und Schutz, Verlag Winfried-Werk 1969
- Eltern und Geschlechtserziehung, Bardtenschlager 1970
- L' intima sfera personale: Pericoli e difesa, Marietti 1972
- Die sittliche Ordnung des Geschlechtlichen, Christiana-Verlag 1973, ISBN 3717105663
- Leben als Labormaterial?: zur Problematik der Embryonenforschung, Patmos-Verlag 1988, ISBN 3491777089, zusammen mit Hans-Bernhard Wuermeling
- Bioethische Probleme, Matthias-Grünewald-Verlag 1989, ISBN 3786714444, zusammen mit Volker Eid, Gerfried Werner Hunold
- Wonach richten wir uns?, Familienbund der Deutschen Katholiken 1991
- Kirche und Sport im Wandel, Evangelische Akademie Baden 1992
- Moralische Kompetenz: Chancen der Moralpädagogik in einer pluralen Lebenswelt, Matthias-Grünewald-Verlag 1995, ISBN 3786718601, zusammen mit Volker Eid, Gerfried Werner Hunold